# Waikato régió
A Waikato régió Új-Zéland régióinak egyike. Az Északi-szigeten helyezkedik el, nevét az ország leghosszabb folyójáról, az ott található Waikato folyóról kapta.

## Földrajz
Északon Auckland régió határolja, míg nyugatról a Tasman-tenger. Keletről a Kaimai-hegység, délről pedig Manawatu-Wanganui régió.
Új-Zéland lápos, mocsaras területeinek egy harmada itt található, viszont eleinte sokat lecsapoltak, hogy helyükön farmgazdaságokat hozhassanak létre.
A régió fő folyója a Waikato mely keresztül folyik az egész területen. Másik folyója a Waipa, amely Ngaruawahia-nál ömlik az említett Waikato-ba.

## Éghajlat
A nyarak hosszúak, melegek és csapadékosak, az maximum hőmérséklet 21-26 °C. A telek hűvösek, 10 és 14 °C közötti maximális hőmérséklettel.
A terület domborzata miatt, sokszor fordul elő köd.
Az évi csapadékmennyiség 1250mm. A legtöbb csapadék a nyugati területeken, továbbá Coromandel-Thames régióban van, a tengerek közelsége miatt. A legkevesebb Taupónál, hiszen a hegységek felfogják a csapadékot.

## Élővilág
A régióban több, mint 100 tó található, többek közt Új-Zéland legnagyobb tava, a Taupói-tó.
Sok őshonos állatnak és növénynek ad otthon a terület, bár a szigetek betelepülésének köszönhetően sokat már kihaltnak nyilvánítottak.
A régióban megtalálható:
- több, mint 900 őshonos növényfaj
- 124 őshonos madárfaj
- 19 hüllő faj
- 2 őshonos denevérfaj
- és 2 őshonos békafaj

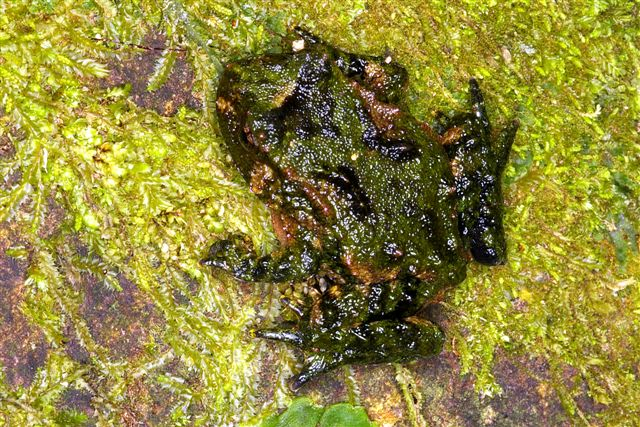
A Hochstetter-ősbéka

Az őshonos fajokhoz tartozik többek között a Te Aroha szarvasbogár, a Moehau szarvasbogár, a Mercury-szigeteki agyaras weta és a Mahoenui óriás weta.
A terület nyugati partszakaszán található Aotea-öbölben megtalálható nagyszámú Goda állomány. A mocsaras területeken előfordul továbbá a veszélyeztetett fekete iszaphal. A Kaimai Mamaku Forest Parkban kis számban megtalálható a Hochstetter-ősbéka is.

## Kerületei
A régió 11 kerületre bontható fel, melyek az alábbiak:
- Franklin (részben)
- Waikato kerület
- Hamilton (város)
- Waipa
- Otorohanga
- Waitomo
- Coromandel-Thames
- Hauraki
- Matamata-Piako
- Dél-Waikato
- Rotorua
- Taupo

## Turizmus
A Tasman-tenger partvidéke Raglannál és Port Waikato-nál tökéletes hely a szörfözéshez. Wharepapa-nál a hegymászás, míg a Waikato-folyónál a kajakozás, kenuzás vonzza a látogatókat.

## Népesség

### Népesség változása
| 2006       | 2013       |
| ---------- | ---------- |
| 282 807 fő | 305 265 fő |

### Nemzetiségek megoszlása
| Nemzetiség | Európai | Maori | Óceániai | Ázsiai | Közel-keleti, Latin-amerikai Afrikai |
| ---------- | ------- | ----- | -------- | ------ | ------------------------------------ |
| Megoszlás  | 76,3%   | 20,9% | 4,3%     | 8,2%   | 1,1%                                 |

## Sport
Waikato legnépszerűbb sport tevékenységei közé tartozik a lóverseny, evezés és a rögbi.

## Kapcsolódó szócikk
- Helyi önkormányzatok Új-Zélandon